# Brezna (Kraljevo)
Brezna (Servisch cyrillisch Брезна) is een plaats in de Servische gemeente Kraljevo. De plaats telt 104 inwoners (2002).